# Juan Carlos Ferrero
Juan Carlos Ferrero Donat (Onteniente, Spanyolország; 1980. február 12. –) világelső spanyol hivatásos teniszező. Eddigi legnagyobb eredménye a 2003-as Roland Garros megnyerése. Ezenkívül még két Grand Slam-döntőt játszott: 2002 - Roland Garros, 2003 - US Open. Pályafutása során összesen 12 ATP-tornát nyert meg.
Beceneve Szúnyog, utalva szikár testalkatára és gyors, agilis játékára.

## Grand Slam-döntői

### Győzelmei (1)
| Év'  | Helyszín      | Ellenfél a döntőben | Eredmény a döntőben |
| 2003 | Roland Garros | Martin Verkerk      | 6–1, 6–3, 6–2       |

### Elvesztett döntői (2)
| Év   | Helyszín      | Ellenfél a döntőben | Eredmény a döntőben |
| 2002 | Roland Garros | Albert Costa        | 1–6, 0–6, 6–4, 3–6  |
| 2003 | US Open       | Andy Roddick        | 3–6, 6–7(2), 3–6    |

## ATP-döntői

### Egyéni

#### Győzelmei (14)
| Összesítés                                            | Összesítés |
| ----------------------------------------------------- | ---------- |
| Grand Slam-torna                                      | (1)        |
| ATP World Tour Masters 1000 / ATP Masters Series      | (4)        |
| ATP World Tour 500 Series / International Series Gold | (2)        |
| ATP World Tour 250 Series / International Series      | (7)        |
| ATP World Tour Finals / Tennis Masters Cup            | (0)        |

|    | Dátum                | Torna                                        | Borítás         | Ellenfél a döntőben | Eredmény a döntőben     |
| 1  | 1999. szeptember 20. | Mallorca Open, Mallorca                      | Salak           | Àlex Corretja       | 2–6, 7–5, 6–3           |
| 2  | 2001. március 5.     | Dubai Open, Dubaj                            | Kemény          | Marat Szafin        | 6–2, 3–1 feladta.       |
| 3  | 2001. április 16.    | Estoril Open, Estoril                        | Salak           | Félix Mantilla      | 7–6(3), 4–6, 6–3        |
| 4  | 2001. április 30.    | Open Seat, Barcelona                         | Salak           | Carlos Moyà         | 4–6, 7–5, 6–3, 3–6, 7–5 |
| 5  | 2001. május 14.      | Rome Masters, Róma                           | Salak           | Gustavo Kuerten     | 3–6, 6–1, 2–6, 6–4, 6–2 |
| 6  | 2002. április 22.    | Monte Carlo Masters, Monte-Carlo             | Salak           | Carlos Moyà         | 7–5, 6–3, 6–4           |
| 7  | 2002. szeptember 30. | Salem Open, Hongkong                         | Kemény          | Carlos Moyà         | 6–3, 1–6, 7–6(4)        |
| 8  | 2003. április 21.    | Monte Carlo Masters, Monte-Carlo             | Salak           | Guillermo Coria     | 6–2, 6–2                |
| 9  | 2003. május 5.       | Open de Tenis Comunidad Valenciana, Valencia | Salak           | Christophe Rochus   | 6–2, 6–4                |
| 10 | 2003. június 9.      | Roland Garros, Párizs                        | Salak           | Martin Verkerk      | 6–1, 6–3, 6–2           |
| 11 | 2003. október 20.    | Madrid Masters, Madrid                       | Kemény (fedett) | Nicolás Massú       | 6–3, 6–4, 6–3           |
| 12 | 2009. április 12.    | Grand Prix Hassan II, Casablanca             | Salak           | Florent Serra       | 6–4, 7–5                |
| 13 | 2010. február 14.    | Brasil Open , Costa do Sauípe                | Salak           | Łukasz Kubot        | 6–1, 6–0                |
| 14 | 2010. február 21.    | Copa Telmex, Buenos Aires                    | Salak           | David Ferrer        | 5–7, 6–4, 6–3           |

#### Elvesztett döntői (17)
|    | Dátum                | Torna                                       | Borítás          | Ellenfél a döntőben   | Eredmény a döntőben     |
| 1  | 2000. február 21.    | Dubai Open, Dubaj                           | Kemény           | Nicolas Kiefer        | 5–7, 6–4, 3–6           |
| 2  | 2000. május 1.       | Open Seat, Barcelona                        | Salak            | Marat Szafin          | 3–6, 3–6, 4–6           |
| 3  | 2001. május 21.      | Hamburg Masters, Hamburg                    | Salak            | Albert Portas         | 6–4, 2–6, 6–0, 6–7, 5–7 |
| 4  | 2001. július 16.     | Allianz Suisse Open Gstaad, Gstaad          | Salak            | Jiří Novák            | 1–6, 7–6, 5–7           |
| 5  | 2002. június 10.     | Roland Garros, Párizs                       | Salak            | Albert Costa          | 1–6, 0–6, 6–4, 3–6      |
| 6  | 2002. július 29.     | Austrian Open, Kitzbühel                    | Salak            | Àlex Corretja         | 4–6, 1–6, 3–6           |
| 7  | 2002. november 18.   | Tennis Masters Cup, Sanghaj                 | Szőnyeg (fedett) | Lleyton Hewitt        | 5–7, 5–7, 6–2, 6–2, 4–6 |
| 8  | 2003. január 13.     | Medibank International, Sydney              | Kemény           | Li Hjungtajk          | 6–4, 6–7, 6–7           |
| 9  | 2003. szeptember 8.  | US Open, New York                           | Kemény           | Andy Roddick          | 3–6, 6–7, 3–6           |
| 10 | 2003. szeptember 29. | Thailand Open, Bangkok                      | Kemény (fedett)  | Taylor Dent           | 3–6, 6–7                |
| 11 | 2004. február 23.    | ABN AMRO World Tennis Tournament, Rotterdam | Kemény (fedett)  | Lleyton Hewitt        | 7–6, 5–7, 4–6           |
| 12 | 2005. április 25.    | Open Seat, Barcelona                        | Salak            | Rafael Nadal          | 1–6, 6–7, 3–6           |
| 13 | 2005. október 17.    | BA-CA TennisTrophy, Bécs                    | Kemény (fedett)  | Ivan Ljubičić         | 2–6, 4–6, 6–7           |
| 14 | 2006. augusztus 27.  | Cincinnati Masters, Cincinnati              | Kemény           | Andy Roddick          | 3–6, 4–6                |
| 15 | 2007. február 19.    | Brasil Open, Costa do Sauipe                | Salak            | Guillermo Cañas       | 6–7, 2–6                |
| 16 | 2008. január 19.     | Heineken Open, Auckland                     | Kemény           | Philipp Kohlschreiber | 6–7(4), 5–7             |
| 17 | 2009. augusztus 2.   | Croatia Open, Umag                          | Salak            | Nyikolaj Davigyenko   | 3–6, 0–6                |
| 18 | 2010. február 27.    | Abierto Mexicano Telcel, Acapulco           | Salak            | David Ferrer          | 3–6, 6–3, 1–6           |